# Valenciennellus tripunctulatus
Valenciennellus tripunctulatus és una espècie de peix pertanyent a la família dels esternoptíquids.

## Descripció
- Tant el mascle com la femella fan 3,1 cm de llargària màxima.
- És platejat durant el dia i més fosc a la nit.[6][7]

## Alimentació
Menja, durant el dia, copèpodes (sobretot, Pleuromamma) i ostracodes (Conchoecia).

## Hàbitat
És un peix marí, no migratori i batipelàgic que viu entre 100 i 1.000 m de fondària (normalment, entre 200 i 400).

## Distribució geogràfica
Es troba a totes les aigües oceàniques de clima tropical i temperat: l'Atlàntic oriental (Islàndia, Irlanda, la mar Mediterrània i des de Portugal fins a Namíbia), l'Atlàntic occidental (el golf de Mèxic), l'Atlàntic nord-occidental (el Canadà), el Pacífic oriental (el corrent de Califòrnia) i el mar de la Xina Meridional.

## Observacions
És inofensiu per als humans.